# St. Maria am Schuppach (Schwäbisch Hall)

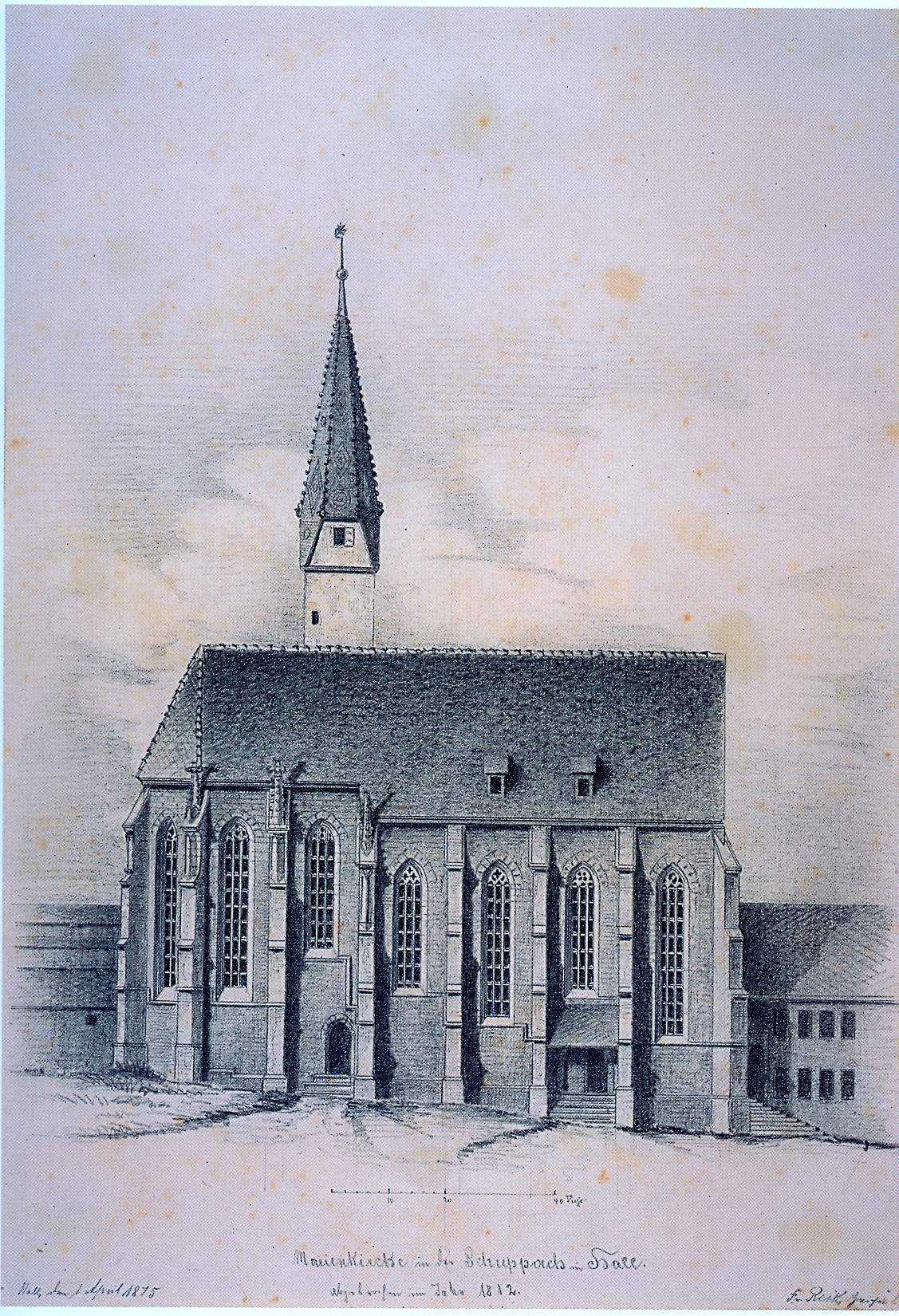
St. Maria am Schuppach, Abbruch 1812.

St. Maria am Schuppach war eine Kirche in Schwäbisch Hall.

## Geschichte
Der Sakralbau geht auf eine im Jahre 1322 gestiftete Hauskapelle im Hof der Familie Unmuß von Altenhausen zurück.
Die gotische Hallenkirche wurde 1464 bis 1467 anstelle dieser Kapelle erbaut. Nach ihrer Profanierung 1802 durch die Stadt diente sie als Salzmagazin und wurde 1812 zugunsten der Verbreiterung der Schuppachgasse abgebrochen.

## Architektur und Ausstattung
Der Bau war 102 Schuh lang, 35 Schuh breit und 48,5 Schuh hoch. Die einschiffige Kirche wurde durch ein Gewölbe von Strebepfeilern gestützt, dreiteilige Maßwerkfenster sorgten für Helligkeit. Südlich am Chor befand sich der schlanke Turm. Der achteckige Turmhelm war mit grünlasierten Ziegeln eingedeckt. Die Formen stimmten stilistisch mit denen von St. Michael überein, das Ganze zeigte Ähnlichkeit mit der Kirche zu Rieden bei Schwäbisch Hall. Zur Ausstattung zählten drei Altäre. Der Sakralbau hatte „viel schöne Tafell“ (Herolt), die ein Herr von Asbach genannt Müller († 1549) gestiftet hatte. Ein Altarbild, welches das Pfingstfest darstellt, befindet sich heute in dem Schrein von St. Michael. Über der unteren Kirchentür befand sich eine Inschrift: „Anno Domini MCCCCLXVII do ward angefangen zu bawen dy Capel an Montag nach Oculi“.